# Kanton Aixe-sur-Vienne
Kanton Aixe-sur-Vienne is een kanton van het Franse departement Haute-Vienne. Kanton Aixe-sur-Vienne maakt deel uit van het arrondissement Limoges en telt 16.768 inwoners (1999).
Bij de herindeling van de kantons in 2014/2015 werd dit kanton niet gewijzigd.

## Gemeenten
Het kanton Aixe-sur-Vienne omvat de volgende gemeenten:
- Aixe-sur-Vienne (hoofdplaats)
- Beynac
- Bosmie-l'Aiguille
- Burgnac
- Jourgnac
- Saint-Martin-le-Vieux
- Saint-Priest-sous-Aixe
- Saint-Yrieix-sous-Aixe
- Séreilhac
- Verneuil-sur-Vienne